# Microregione di Capanema
Capanema è una microregione del Paraná in Brasile, appartenente alla mesoregione di Sudoeste Paranaense.

## Comuni
È suddivisa in 8 comuni:
- Ampére
- Bela Vista da Caroba
- Capanema
- Pérola d'Oeste
- Planalto
- Pranchita
- Realeza
- Santa Izabel do Oeste